# 2010年奥斯汀坠机事件

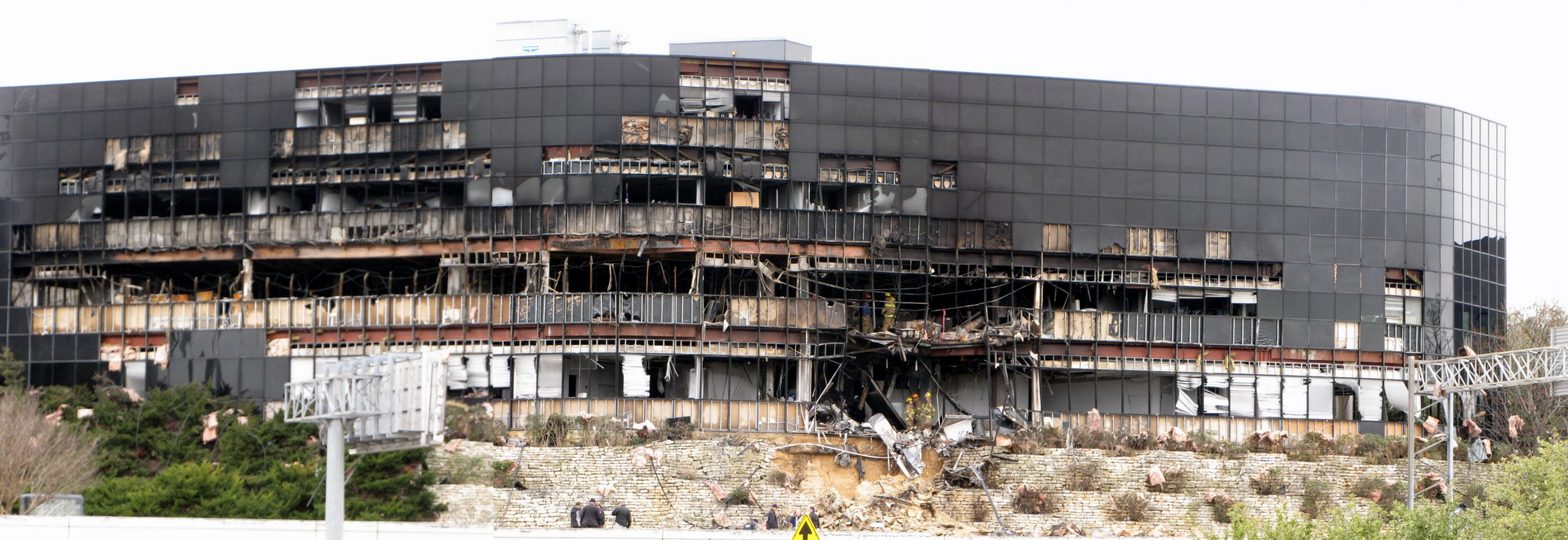
位于奥斯汀的国税局大楼，图为事件发生一天后

2010年2月18日，美国人约瑟夫·安德鲁·史塔克（Joseph Andrew Stack Ⅲ）驾驶的一架Piper PA-28“切罗基”小型飞机（编号为N2889D）在德克萨斯州奥斯汀市撞入一个名为Echelon的办公楼群。被撞的建筑物共有7层，其中有美国国税局（IRS）和其他联邦政府及州政府的机构。

## 坠毁
该飞机于当地时间上午9:40分从事发地附近的一座机场起飞，大约20分钟后撞入IRS所在的办公楼并引起火灾。据目击者称，飞机以全速撞入大楼，看似并非操作失误或机械故障。

## 后续
史塔克本人当场死亡，同時遇難的还有国税局经理弗农·亨特（Vernon Hunter），此外另有13人受伤，其中二人重伤。

## 事主
飞机由约瑟夫·史塔克驾驶，他居住在北奥斯汀附近的斯格菲尔德农场（Scofield Farms），职业为嵌入式软件工程师。史塔克于1956年生于宾夕法尼亚州，其父母共有三子一女。他四岁时成为孤儿，并曾被送往天主教孤儿院。史塔克1974年中学毕业后就读于Harrisburg Area Community College，主习工程学，但是没能毕业。史塔克曾结婚两次，并与首任妻子育有一女，并抚养后任妻子所带来的继女。
1985年史塔克与首任妻子组建了Prowess Engineering，但1994年没能拿到州税退税。他们与1998年离婚，一年后他的前妻申报破产，总欠IRS款项近126000美圆。1995年史塔克创建了Software Systems Service Corp，此公司在2004年因州税问题被停业。
史塔克于1994年取得飞行员执照，除肇事所用的Piper PA-28“切罗基”之外还拥有一架Velocity Elite XL-RG飞机，在事发前四年半一直使用乔治敦市机场（Georgetown Municipal Airport）并月付236.25美圆租用机库。有人怀疑史塔克在撞击前曾改装飞机以便多载燃料。
在架机起飞前，他放火烧掉了自己的位于Dapplegrey Lane 1800号附近价值23万美圆的住宅，起火时他的妻子和继女正在屋内，随后被邻居救出。

## 绝命书
史塔克在事发当天于他的商务网站（页面存档备份，存于）上发表了一篇反政府、反紧急救援、反企业、反工会并且反宗教的宣言作为遗书。他同时提到了药品和保险公司“每年都在谋杀成千上万的病人并且从他们身上牟利，而这个国家的领导人却认为这远不如拉他们那些肮脏贪婪的小兄弟一把重要”，他还批判了“傀儡总统布什和他同党在位的八年”和“腐败的天主教会”。
这篇宣言最后说到：
|  | 我曾经看到有人说疯狂的表现就是一次又一次地重复，却希望得到不同的结果。我终于决定结束这种疯狂。好吧，国税局的“老大哥”先生们，让我们来点不同寻常的：取走我的这一磅肉（译者注：语出莎士比亚的戏剧《威尼斯商人》），好好安息去吧。 共产主义的信条：各尽所能，各取所需。 资本主义的信条：盲从轻信，贪得无厌。 |

该绝命书发布于这个网站（页面存档备份，存于），在被浏览数百万次后被FBI关闭，至今（2024-8-15）仍未恢复。

## 反应
国土安全部已经参与了此事的调查，并指出目前没有证据指向恐怖袭击。白宫发言人罗伯特·吉布斯（Robert Gibbs）确认了国土安全部的说法，奥巴马总统已经听取了事件的简报。北美空防司令部已经按照突发事件预案从休斯顿的Ellinton基地派出两架F-16战斗机协调并指挥事件现场的空中巡逻。
史塔克的网站embeddedart.com的托管商T35公司“由于今天早晨在德克萨斯发生的事件的敏感性以及根据FBI方面的要求”已经将该网站下线。此后不久T35公司又在该页面的下面增加了指向thesmokinggung.com的链接，并说明此处有史塔克宣言的复制版。